# Fabian Klose
Fabian Klose (* 1976) ist ein deutscher Historiker. Er ist Professor für Internationale Geschichte und historische Friedens- und Konfliktforschung an der Universität zu Köln.

## Leben
Von 2008 bis 2009 war er DAAD-Postdoc-Stipendiat an der University of Minnesota und der Princeton University. Von 2008 bis 2009 war er Lecturer am Department of History der Princeton University. Von 2009 bis 2012 war er wissenschaftlicher Mitarbeiter von Martin Geyer am Historischen Seminar der LMU München im Rahmen des DFG-Forschungsprojekts „In the Cause of Humanity“. 2012 war er wissenschaftlicher Mitarbeiter am Lehrstuhl für Wissenschaftsgeschichte von Kärin Nickelsen am Historischen Seminar in München. Von 2012 bis 2018 war er wissenschaftlicher Mitarbeiter in der Abteilung Universalgeschichte am Leibniz-Institut für Europäische Geschichte. Seit 2014 ist er Academy Leader (zusammen mit Johannes Paulmann und Andrew Thompson) der Global Humanitarianism Research Academy (GHRA) in Kooperation mit dem Internationalen Komitee vom Roten Kreuz. Nach der Habilitation 2017 Ludwig-Maximilians-Universität München lehrte er im März 2018 als Gastprofessor am Centre d’Histoire der Sciences Po Paris. 2018 erhielt er den Carl-Erdmann-Preis des VHD für die Habilitationsschrift „In the Cause of Humanity“. Im Wintersemester 2018/2019 vertrat er den Lehrstuhl Neueste Geschichte und Zeitgeschichte am Historischen Seminar der LMU München. 2018 lehnte er den Ruf auf die Professur (W3) für transnationale Geschichte des 19. und 20. Jahrhunderts an der Europa-Universität Flensburg ab. Seit 2019 ist er Inhaber des Lehrstuhls für Internationale Geschichte und Historische Konflikt- und Friedensforschung (19./20. Jahrhundert) an der Universität zu Köln.
Seine Forschungsschwerpunkte sind Geschichte Frankreichs und Großbritanniens im 19. und 20. Jahrhundert, Geschichte der Menschenrechte und des Humanitarismus, Geschichte des humanitären Völkerrechts, Geschichte Internationaler Organisationen (Vereinte Nationen, Internationales Komitee vom Roten Kreuz) und transnationaler Bewegungen, Geschichte der Dekolonisation und der Dekolonisierungskriege, Geschichte der humanitären Intervention, transnationale Geschichte und Globalgeschichte.

## Schriften (Auswahl)

### Monographien
- Menschenrechte im Schatten kolonialer Gewalt. Die Dekolonisierungskriege in Kenia und Algerien 1945–1962. München 2009, ISBN 978-3-486-58884-2.
- Human Rights in the Shadow of Colonial Violence. The Wars of Independence in Kenya and Algeria. Philadelphia 2013, ISBN 978-0-8122-4495-3.
- «In the Cause of Humanity». Eine Geschichte der humanitären Intervention im langen 19. Jahrhundert. Göttingen 2019, ISBN 3-525-37084-9.

### Herausgeberschaften
- als Herausgeber mit Mirjam Thulin: Humanity. A History of European Concepts in Practice From the Sixteenth Century to the Present. Göttingen 2016, ISBN 978-3-525-10145-2.
- als Herausgeber: The Emergence of Humanitarian Intervention. Ideas and Practice from the Nineteenth Century to the Present. Cambridge 2016, ISBN 978-1-107-07551-1.

## Auszeichnungen
Fabian Kloses Habilitationsschrift «In the Cause of Humanity». Eine Geschichte der humanitären Intervention im langen 19. Jahrhundert  wurde 2018 mit dem Carl-Erdmann-Preis des Verbands der Historiker und Historikerinnen Deutschlands (kurz VHD) ausgezeichnet.